# Faro de Ciudadela
El faro de Ciudadela (también denominado faro de Punta de Sa Farola; en catalán far de Ciutadella) es un faro situado en la Punta de Sa Farola, en la entrada al puerto de Ciudadela, en el extremo noroeste de la isla de Menorca, en el archipiélago de las Islas Baleares, España. Está gestionado por la autoridad portuaria de las Islas Baleares.

## Historia
El proyecto fue realizado por Emili Pou, comenzando las obras en 1861. Se inauguró dos años más tarde, el 30 de abril de 1863, mientras que en 1918 ya dispuso de alumbrado eléctrico.